# Бойова машина піхоти

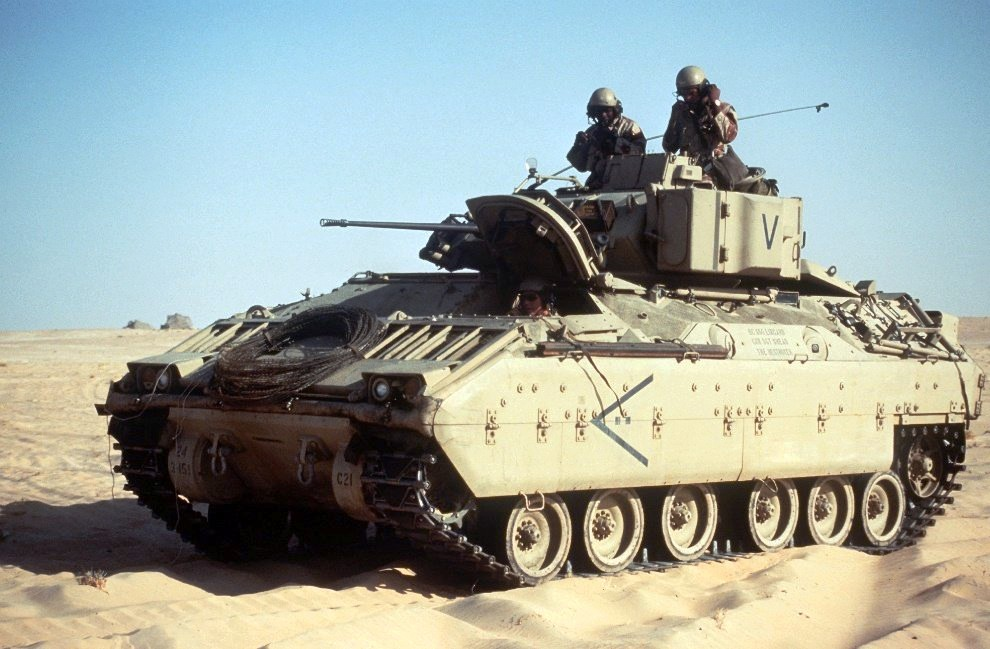
Бойова машина піхоти M2 Bradley у війні в Перській затоці. 1991

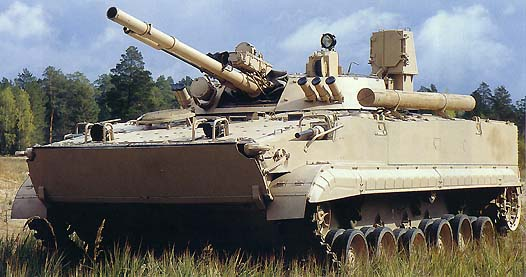
БМП-3 — бойова машина піхоти російської армії

Бойова́ маши́на піхо́ти (БМП) — узагальнена назва бойової техніки, бойова броньована гусенична машина, що перебуває на озброєнні механізованих підрозділів сухопутних військ та призначена для транспортування особового складу до місця виконання поставленого бойового завдання, підвищення його мобільності, озброєності і захищеності на полі бою в умовах застосування противником зброї та спільних дій з танками в бою.

## Відмінності БМП від БТР
Багато фахівців вважають, що головна відмінність полягає в тому, що БТР (транспортер) призначений в першу чергу для транспортування, а БМП (бойова машина) — в першу чергу для вогневої підтримки та прикриття  піхоти в бою (це видно з назв цих машин). У відповідності зі своїм бойовим призначенням БМП, як правило, обладнана системами  стабілізації озброєння,  управління вогнем, якісними прицілами, фільтро-вентиляційними установками,  пожежогасінням,  протитанковими засобами, засобами  димопостановки, в той час як БТР-и зазвичай мінімально укомплектовані подібними засобами. Зазвичай БМП має більш високу вогневу міць, ніж БТР, але рівень захисту у них зазвичай порівнянний.
Також, принциповою відмінністю БМП від БТР можна вважати її пристосованість до ведення бойових дій в умовах застосування  ядерної,  хімічної і  бактеріологічної зброї.
В результаті вартість БМП зазвичай вища в кілька разів порівняно з БТР одного з нею покоління.
Основні характеристики БМП-3 (1987):
- маса 18,7 т,
- екіпаж (десант) 3 (7) чол.,
- потужність двигуна 500 к. с.,
- озброєння:
  - 100-мм гармата-пускова установка 2А70,
  - 30-мм автоматична гармата 2А72,
  - ПТКР 9М117,
  - три 7,62-мм кулемети ПКТ.

Екіпаж: 3 людини — командир, механік-водій, навідник-оператор. Десант — 8 осіб. БМП розрахована на перевезення мотострілецького відділення.

## Основні характеристики та перспективи розвитку БМП країнНАТО

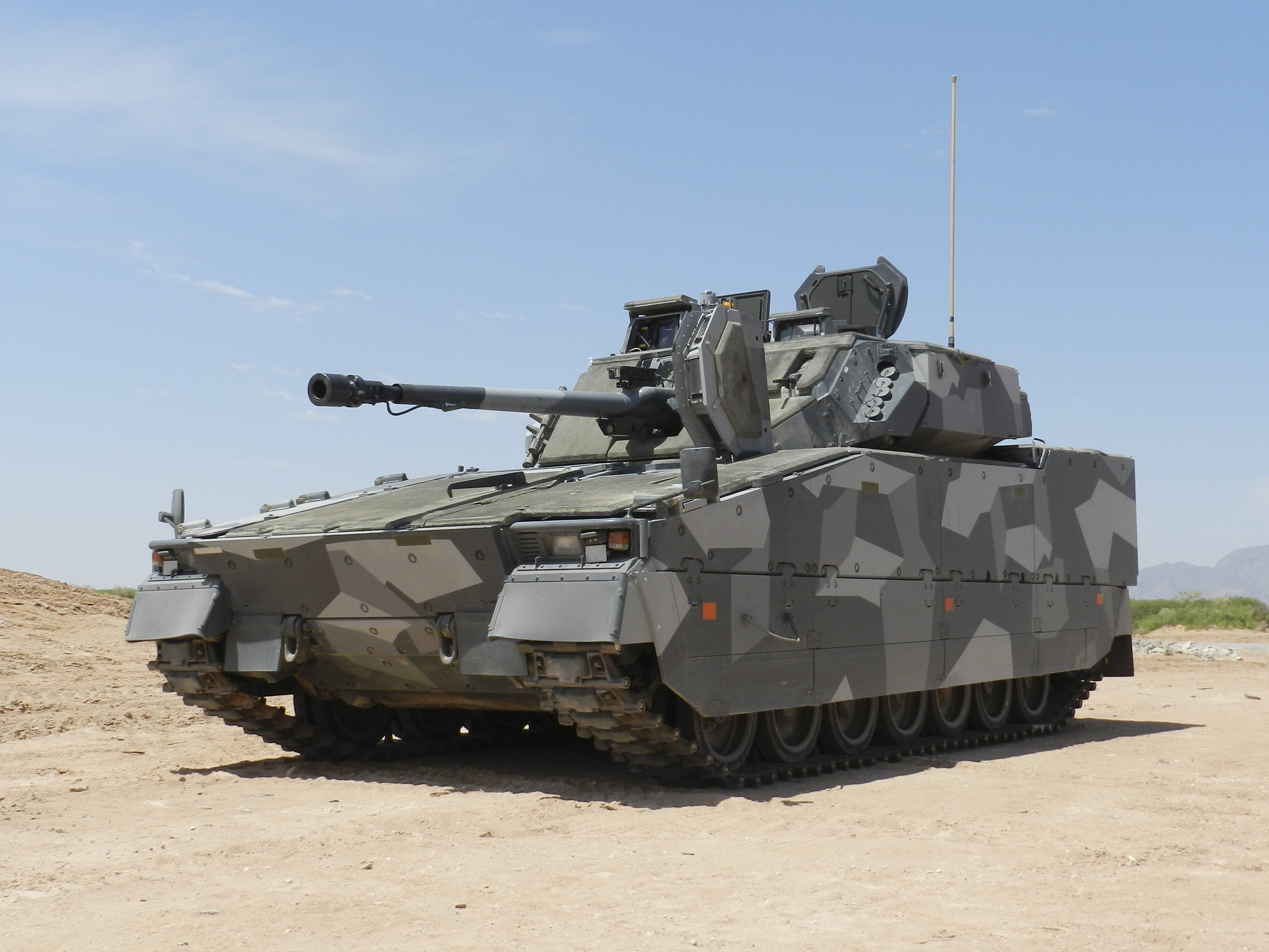
БМП CV 9035 Mk III збройних сил Нідерландів і Данії. Бойова маса БМП 35 т. Комплекс озброєння на базі 35/50-мм гармати «Bushmaster III». Добре помітні лобові і бортові знімні бронемодулі, і надульного пристрою 35-мм гармати з програматором боєприпасів.

Ефективність бойового застосування бойових броньованих машин (ББМ) країн НАТО розглядається в рамках єдиної концепції забезпечення виживання машини на полі бою, а до факторів, що її визначають, крім необхідних низької помітності та фізичного захисту об'єкта, відносять ефективну дальність стрільби гарматного озброєння та наявність комплексів активного захисту (КАЗ).
Одним з визначальних параметрів бойової ефективності БМП є співвідношення рівня захищеності (броньового захисту) і потужності комплексу озброєння (калібру артилерійської системи). Тому на початковому етапі вироблення контрактних вимог/проєктування машини вирішується компромісна задача з визначенням, яку типову бронеціль (БМП противника) з пріоритетного ряду цілей необхідно вражати (виходом є калібр системи і тип боєприпасу), і від яких засобів ураження необхідно забезпечувати захист.
Для сучасних БМП в цілому характерно:
- Знижена помітність машини в основних фізичних полях: радіолокаційному, інфрачервоному, акустичному;
- Низький силует з перспективою використання для цієї мети бронебашти без навідника-оператора з винесеним в неї комплексом озброєння;
- Модульний принцип побудови бронезахисту корпусу та башти. Принцип дозволяє посилювати захист машини при появі у противника більш ефективних засобів ураження, а також у міру вдосконалення технології бронювання[2];
- Оснащення перспективних машин КАЗ-ми;
- Великі кути нахилу верхнього лобового листа бронекорпусу (70 … 75 градусів) полегшують можливість рикошету (довороту — при рознесених схемах) на ньому каліберних і підкаліберних снарядів; реалізація рознесених і багатоперепонних схем захисту;
- Прагнення до мінімізації наслідків впливу по машині переважаючого засобу ураження порівняно з заданими. Установка на внутрішніх поверхнях бойового і десантного відділень протиуламкового  підбивок з полімерних композитів, що знижують кількість і кути розльоту заброньових уламків;
- Забезпечення захисту горизонтальних проєкцій машини (дах корпусу та башти) від ураження кумулятивними бойовими елементами касетних боєприпасів, і від самоприцілюваних боєприпасів (бойових елементів), що вражають дах машини «ударним ядром». Підвищена протимінна стійкість.

Бойова маса БМП, як правило, перевищує 26 … 28 т, а для базових машин блоку («Бредлі» М2А3, Marder 1А3) перевищує 30 тонн. Рівень захисту лобової проєкції БМП (в еквівалентних товщинах сталевої броні) з бойовою масою 26—28 т залишає не менш 100—130 мм.
Важливим завданням найближчої перспективи у розвитку БМП є 20-відсоткове зменшення до 2030 року споживання палива, що виготовляється з корисних копалин, а до 2050 року – на 70%, запровадження модульної масштабованої архітектури електрифікації, що дозволить перейти від дизельного гібридного двигуна до повністю електричних бойових машин на основі ефективних бортових джерел електроенергії.

## Вибір калібру основного озброєння
При виборі калібру озброєння існує прагнення розробників БМП забезпечити ефективну дальність стрільби гарматного комплексу, яка лежить за межами досяжності аналогічних вогневих засобів противника. Тим самим забезпечується можливість ураження цілей противника, виконання бойового завдання і забезпечення виживання машини і супровідного десанту. Ефективна дальність стрільби гарматного комплексу зростає із збільшенням калібру артилерійської системи. На цій дальності забезпечується пробиття броні заданої товщини, і одночасно ймовірність попадання в бронеціль досить висока. Перехід до більш великого калібру супроводжується ростом кінетичної енергії бронебійного сердечника на розрахункових дальностях ведення вогню, і відповідно, зростанням пробивної і заброневої вражаючої дії боєприпасу.
Зокрема сформульоване в середині 1980-х років міністерством оборони ФРН вимога ураження перспективної БМП противника на підвищених дальностях стрільби, Д = 2000 м зумовило вибір комплексу озброєння важкої БМП Marder II на базі 35/50 мм  бікаліберної гармати «Рейнметалл» Rh503.
І хоча у вимогах на машину визначалася можливість «простої заміни 35-мм ствола на ствол калібру 50 мм шляхом перестволення», пізніше, вже на стадії підготовки до реалізації проєкту, планувалося на середньострокову перспективу застосування 35 мм стволів (довжина ствола 90 клб.) і розроблених двох типів 35 мм патронів зі снарядами типу БОПТС (індекс патрона DM 43, «Рейнметалл») і уламково-шрапнельного з електронним програмованим дистанційним підривником (індекс патрона HETF-T, «Діль»), останній призначався для дії по танконебезпечній живій силі. У довгостроковій же перспективі, при нарощуванні противником захищеності бойових броньованих машин, передбачався перехід (перестволення) на більший калібр 50 мм.
У ряді європейських країн існує прагнення розробників ББМ забезпечити запас надлишкової потужності артилерійського комплексу, виходячи з необхідності гарантованого ураження цілей, представлених серійними і модернізованими машинами з посиленим захистом, із забезпеченням необхідної ефективності заброневої вражаючої дії. Заброневна вражаюча дія досягається як уламками, які відділилися з тильної поверхні броні, так і залишкової енергії снаряда, який пробив броню. У вимогах до артилерійської системи зазвичай задається завищена пробивна дію снаряда по конкретному типу цілі, що складається не тільки в пробитті броні заданого типу та товщини, а й в нанесенні конкретного збитку цілі. При стрільбі на розрахункову дальність по цілі типу «БМП», ефективність вражаючої дії визначається кількістю пострілів, необхідних для ураження або придушення машини. Поразка машини визначається неможливістю її пересування, а придушення — неможливість участі в бойових діях.
В останнє десятиліття розвиток малокаліберного гарматного озброєння ББМ легкої вагової категорії йде по шляху збільшення калібру та універсалізації зброї, створення боєприпасів нових конструктивних схем, у тому числі телескопічних, і боєприпасів з програмованими багатофункціональними детонаторами.
Гарматні комплекси підвищеної потужності, калібрів 35 … 50 мм, розроблені за кордоном в останні роки, як правило, мають зовнішній привод автоматики (від електродвигуна з редуктором), характеризуються відносно невеликою масою, використанням безланкового живлення та змінним темпом стрільби. Максимальна скорострільність знаходиться на рівні 200 постр./хв. Вважається, що більш високий темп стрільби не є необхідним для озброєння наступного покоління БМП, пріоритетним для якого стає висока ймовірність ураження цілі першим пострілом, тобто висока точність стрільби (купчастість бою на рівні 0,3 … 0,5 мрад, на відстанях 1500 … 2000 … 2500 м.

## Концепція рівноміцного бронювання та підвищення кутової захищеності ББМ

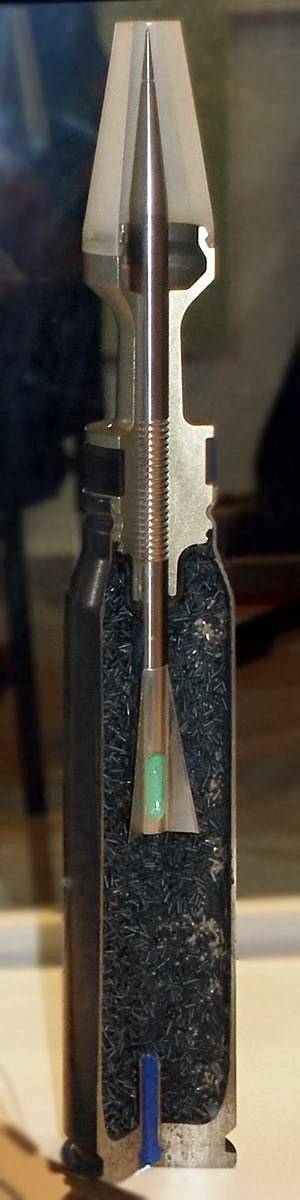
БОПТС — сучасний засіб ураження ББМ. В калібрі НАТО 30×173 мм бронепробиття 55 мм/60 °/1500 м.

Захист БМП Marder II характеризувалася рівноміцним (по стійкості) бронюванням, вперше забезпечувала непробиття лобової і бортової проєкцій машини при обстрілі з 30-мм гармати бронебійним опереним підкаліберним снарядом (БОПТС) і містила елементи адаптованого навісного бронювання, виконані з використанням новаторських рішень. Для здійснення поставленої мети розробник машини компанія Krauss-Maffei Wegmann пішла на безпрецедентне збільшення бойової маси БМП, до 44 т, по величині порівнянної з масою основних танків сухопутних військ РФ.
Надалі компанія Krauss-Maffei Wegmann, при розробці нової БМП «Пума», розвинула й удосконалила концепцію рівноміцного бронювання, використавши для цієї мети напрацьовані рішення компанії IBD. Німецька компанія IBD Deisenroth Engineering активно розвивала «еволюційну концепцію виживаності» Evolution Survivability Concept, цільовим призначенням якої є забезпечення «модульного всеракурсного захисту броньованих машин». Основою концепції є відхід від сценаріїв захисту машини з боку передніх секторів обстрілу (курсовий кут безпечного маневрування ± 30°) у бік до всеракурсного захисту об'єкта (за повною сферою), визначальними моментами концепції є:
- Забезпечення захисту від усього діапазону типових засобів ураження.
- Відносно невелика маса захисту для забезпечення тактичної рухливості машини.
- Наявність комплексів активного захисту (Казі). Установка КАЗів, на думку фахівців компанії IBD, дозволить забезпечити помітне зниження маси захисту, оскільки Казі здатні замінити потужні бронемодулі, призначені для нейтралізації дії боєприпасів кінетичної і кумулятивної дії.
- Можливість простої і швидкої установки броні в польових умовах.
- Модульний принцип побудови захисту для цілей експлуатації та ремонту.
- Можливість модернізації захисту з використанням нових технологій і з урахуванням появи нових вимог (засобів ураження).

У підсумку БМП «Пума» (серія з 2010 року), як система зброї, являє принциповий відхід від практики, реалізованої в БМП, що стоять на озброєнні на машинах цього типу, що складається в використаних конструктивно-компонувальних рішеннях, реалізованому (безпрецедентному) рівні захищеності і схемі бронювання.
«Пума» в базовій комплектації представляє авіатранспортабельні БМП з дистанційно керованою баштою без навідника-оператора і компактним бойовим відділенням. Комплекс озброєння винесений в нежилу башту, що дозволило забезпечити по максимуму захищеність екіпажу і десанту. Бронювання «Пуми» модульне, виконане з двома рівнями захисту в рамках концепції виживаності машини компанії IBD. Тим самим істотно ослаблені недоліки, пов'язані з підвищеною бойової масою БМП (підвищені експлуатаційні витрати і знос ходової частини) на етапах навчально-тренувальному та транспортування машини.
При установці комплекту навісного захисту рівня «С» (довгомірні бортові модулі) загальною масою близько 9 т, істотно підвищується захищеність БМП «Пума», зокрема «від вогню з флангів при дії артилерійських снарядів середнього калібру, а також від легких протитанкових засобів ближнього бою». Фактично це означає забезпечення захищеності бортової проєкції від снарядів типу БОПТС калібром не нижче 30 … 35 мм, і цілком імовірно, до рівня протиснарядної стійкості (дистанції непробиття) лобової проєкції БМП.
Компанія BAE Systems при розробці нового важкого БТР CV90 Armadillo, створеного на базі БМП CV90, ґрунтуючись на результатах бойової експлуатації останньої, також прийшла до висновку про необхідність підвищення рівня протиснарядної і протикумулятивної стійкості у всьому діапазоні кутів обстрілу, 360 градусів, а рівним чином при дії більш широкого спектра засобів ураження. Вивільнена, за рахунок відмови від бронебашти, маса близько 6 т була використана для посилення захисту бортових проєкцій Armadillo. При бойовій масі CV90 Armadillo 29-35 т пасивний захист модульної конструкції розрахований на дію снарядів малокаліберних автоматичних гармат, імпровізованих вибухових пристроїв і протитанкових мін. При цьому забезпечується захист машини кругом з рівнем, що перевищує  Рівень 5 STANAG 4569 (25-мм БПС з відділенням, Д = 500 м), а за деякими даними, і з рівнем 5 плюс. Вантажопідйомність машини становить 9 т, частина якої може бути використана для нарощування захищеності до більш високого рівня (установкою більш важких бронемодулів). Протимінна стійкість Armadillo істотно перевершує Рівень 4a / 4b (підрив протитанкової міни з масою заряду 10 кг під днищем корпуса, або при наїзді гусеницею). Передбачено оснащення CV90 Armadillo повнофункціональним комплексом активного захисту  Saab LEDS-150.
В результаті прийняття концепції рівноміцного бронювання та підвищення кутової захищеності БМП різко обмежуються можливості комплексів озброєння на основі малокаліберного гарматного озброєння протиборчої сторони, зокрема, звуженням секторів ефективного вогню та зменшенням імовірності ураження цілі на тактичних дистанціях ведення вогню.
Представляє інтерес поєднання захищеності та вогневої моці нової корейської БМП K21 (серія з 2009 року), базова конструкція бронекорпусу і башти якої виконана з  алюмінієвої броні з розташованим поверх неї шаром  комбінованої броні кераміка/склопластик. При формулюванні ТТЗ на машину основним противником К21 була визначена російська БМП-3. Маючи бойову масу 26 тонн, лобова проєкція К21 (виконана за рознесеною схемою і містить зовнішній сталевий екран) відповідно до вимог, не уражається 30-мм БПС з відділенням марки «Кернер» гармат 2А72 і  2А42 , борт і корма не уражаються 14,5-мм бронебійною кулею/КПВТ, горизонтальні проєкції машини (дах корпусу та башти) не пошкоджуються уламками 152-мм ОФ снаряда при повітряному підриві на дальності 10 м. При цьому основне озброєння К21 40-мм гармата «Бофорс» L70 веде вогонь бронебійним снарядом типу БОПТС власної корейської розробки, з рівнем бронепробиття не гірше 100 мм/60°/1500 м, чим забезпечується поразка практично всіх сучасних БМП масою до 35…37 т включно, а також бортової проєкції основних танків нового покоління. Комплекс озброєння K21 на базі 40-мм гармати на тактичних дистанціях вогню здатний вражати в лобовій проєкції танки попередніх поколінь Тип 59 або Т-54, що складають основу танкову міць КНДР. Дійсно, товщина верхньої лобової деталі бронекорпусу зазначеної машини становить 100 мм/60°. K21 є другою після БМП «Пума» машиною цієї категорії, оснащеної прицільним комплексом, побудованому на принципі «Hunter-Killer».
| Період часу | Типові БМП    | Калібр і тип боєприпасу, від якого забезпечується захист | Бойова маса, т | Арт. система                                | Параметри бронепробиття       | Примітки                                                                                      |
| ----------- | ------------- | -------------------------------------------------------- | -------------- | ------------------------------------------- | ----------------------------- | --------------------------------------------------------------------------------------------- |
| 1970-і роки | «Marder I»    | 20мм БПС 23мм БПС                                        | 27,5           | 20мм Rh202                                  | 20мм/60°/1000м                | Захист бортів від 14,5 мм кулі Б-32                                                           |
| 1980-і роки | «Бредлі» М2А1 | 25мм БПС 30мм БТ                                         | 22,6           | 25мм Bushmaster                             | 28мм/60°/1500м                | Захист бортів від 14,5 мм кулі Б-32                                                           |
| 1980-і роки | «Marder 1А3»  | 30мм БПС                                                 | 33,5           | 20мм Rh202                                  | 20мм/60°/1000м                | Також посилення даху корпуса і башти від кумулятивних БЕ                                      |
| 1980-і роки | «Бредлі» М2А2 | 30мм БПС                                                 | 27,0           | 25мм Bushmaster                             | 28мм/60°/1500м 37мм/60°/1500м | Також вимоги до захисту від кумулятивної гранати ПГ-7. Вирішується встановленням комплекту ДЗ |
| 1990-і роки | ASCOD/«Улан»  | 30мм БПС                                                 | 28,0           | 30мм МК 30                                  | 60мм/60°/2000м                | Захист бортів від 14,5 мм кулі Б-32                                                           |
| 2000-і роки | ASCOD/«Улан»  | 30мм БОПТС                                               | 31,0           | 30мм МК 30                                  | 60мм/60°/2000м                | Захист бортів від 14,5 мм кулі Б-32                                                           |
| 2000-і роки | CV9035 Mk 3   | 30мм БОПТС                                               | 32—35          | 35-мм автоматична гармата «Bushmaster III». | 75мм/60°/2000м                | Можливість установки модулів ДЗ для захисту бортів від кумулятивних засобів ураження.         |
| 2010-і роки | «Пума»        | 45мм БОПТС                                               | 43             | 30мм МК 30-2/АВМ                            | 60мм/60°/2000м                | Захист бортів від снарядів БОПТС                                                              |

Примітки до таблиці:
Передбачається захист лобових деталей бронекорпусу і башти в межах кутів безпечного маневрування ± 30 градусів. Бойова маса вказана без ДЗ.
БТ — бронебійний снаряд трасувальний.
БПС — бронебійний підкаліберний снаряд.
БОПТС — бронебійний оперений підкаліберний трасувальний снаряд.
БЕ — бойові елементи касетних боєприпасів.
ДЗ — динамічний захист.
Стосовно до базових БМП M2 «Бредлі» і «Marder» їхня бойова маса підвищилася за період експлуатації з 22 до 33 т і з 27,5 до 37,5 т відповідно. Це передбачає забезпечення, ще на стадії проєктування машини, потенціалу її модернізації при планованому терміні служби не менше 30-40 років.
Історично склалося так, що західні БМП здатні вражати вітчизняні машини на дальностях вогню 1,0 … 1,5 … 2,0 км при менших калібрах основного озброєння в порівнянні з вітчизняними. Зокрема 25-мм гармата М242 «Бушмастер» вирішує цю задачу протягом уже чверті століття (см. Параметри бронепробиття 25-мм БПС і БОПТС), а 30-мм гармата 2А42 не вирішує аналогічну задачу останні 20 років. Сказане є результатом двох обставин: традиційної слабкості бронювання вітчизняних машин легкої категорії по масі, з одного боку, і істотного відставання ефективності вражаючої дії боєприпасів вітчизняних малокаліберних гармат в порівнянні з динамікою нарощування захищеності бойових машин ймовірного противника, з іншого.

## Галерея

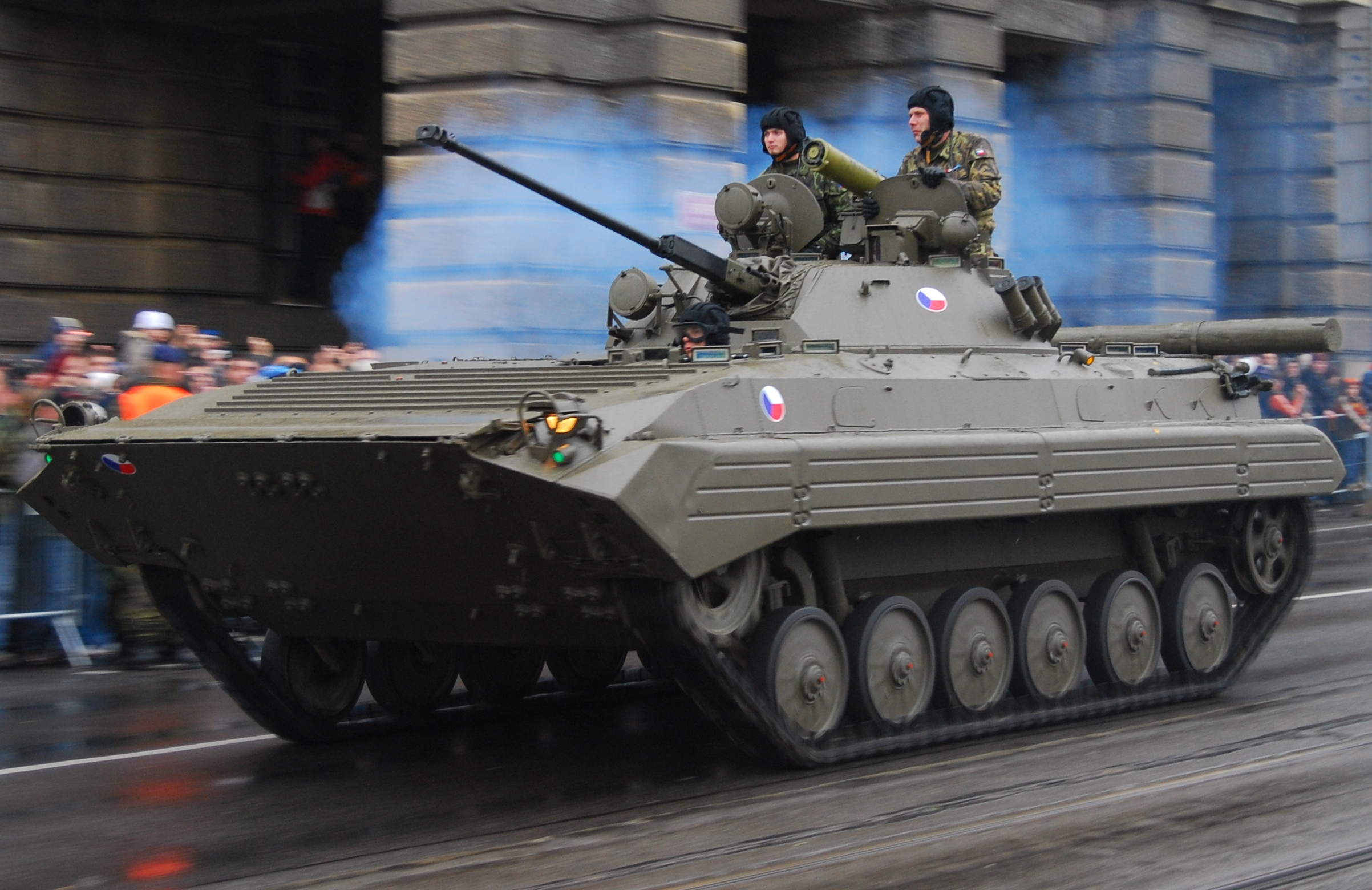
чеська/радянська BVP-2
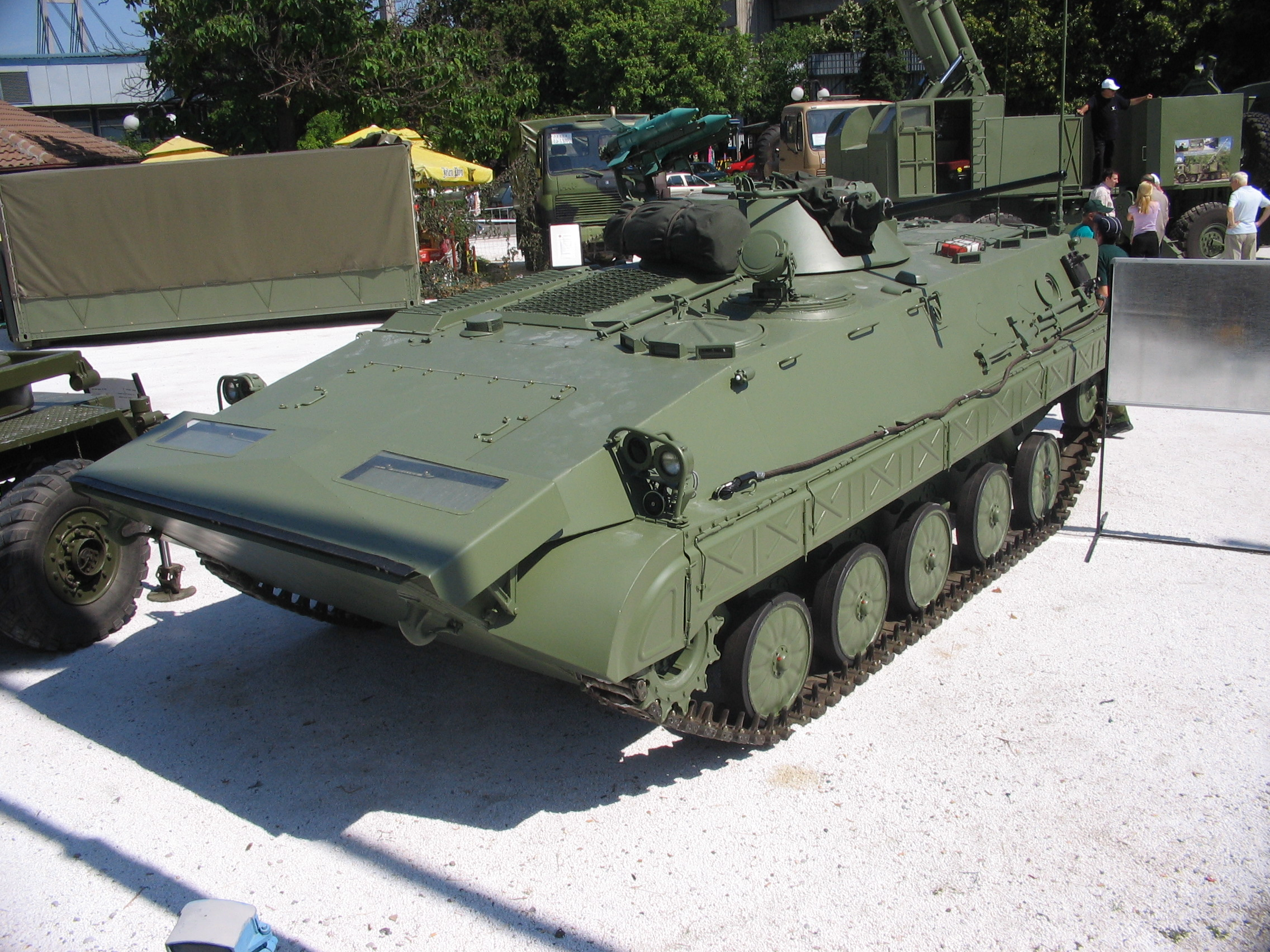
сербська BVP M-80
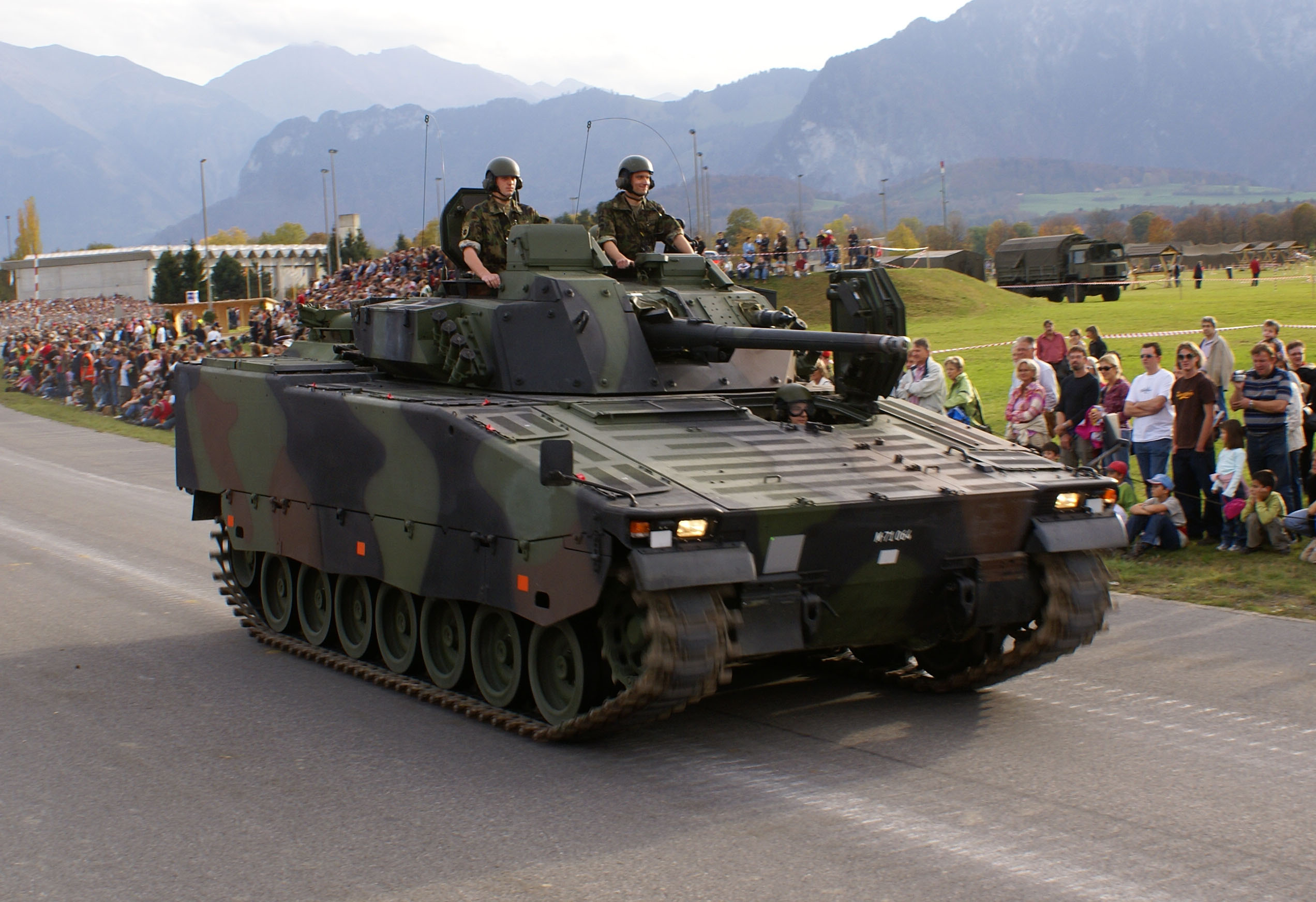
шведська CV90
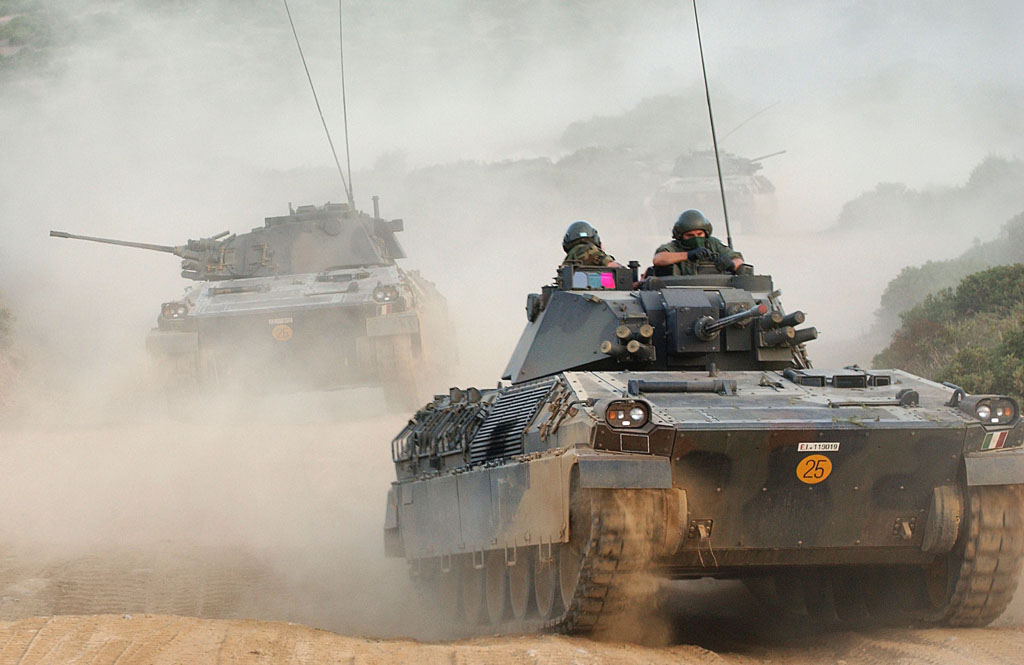
італійська Dardo IFV
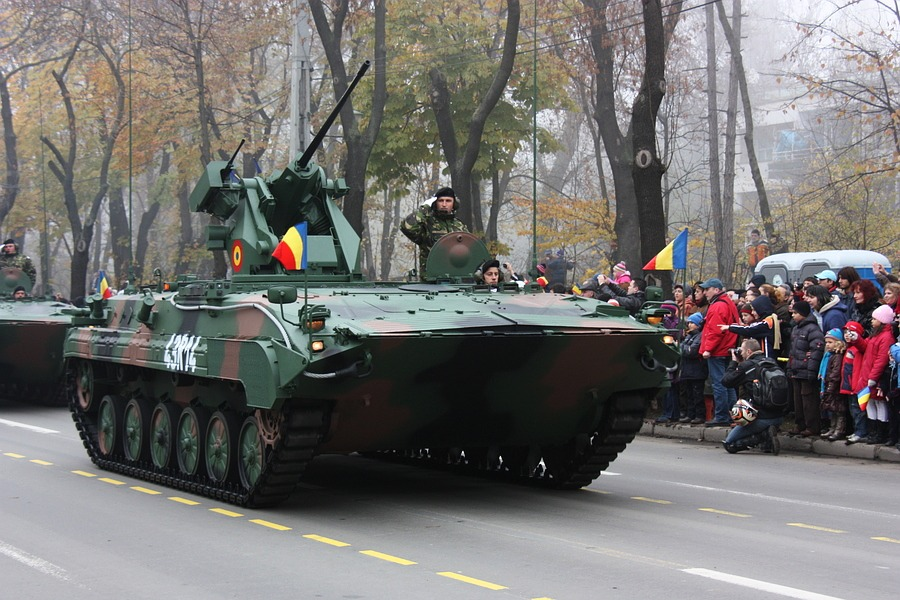
румунська MLI-84
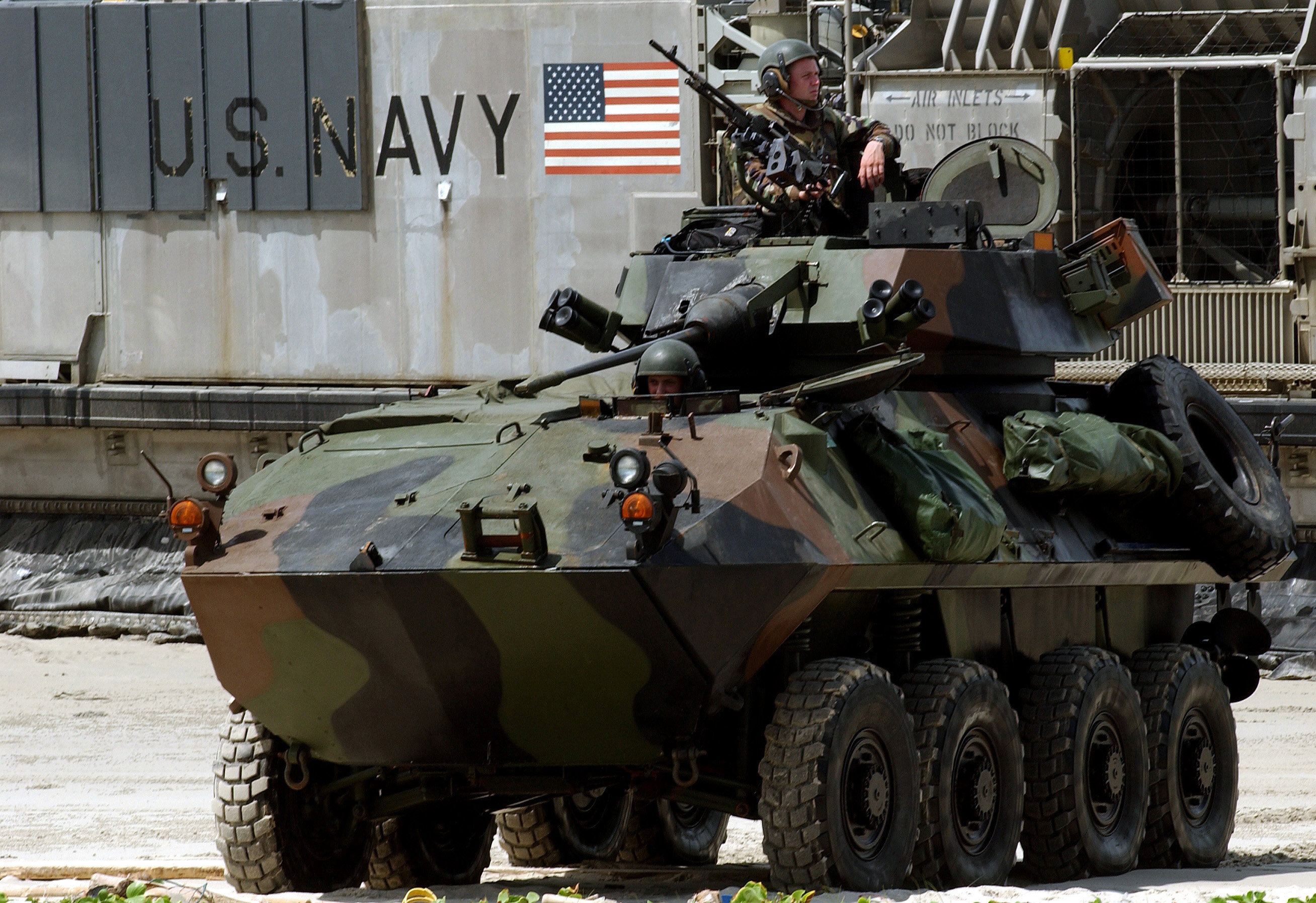
БМП корпусу морської піхоти США LAV-25
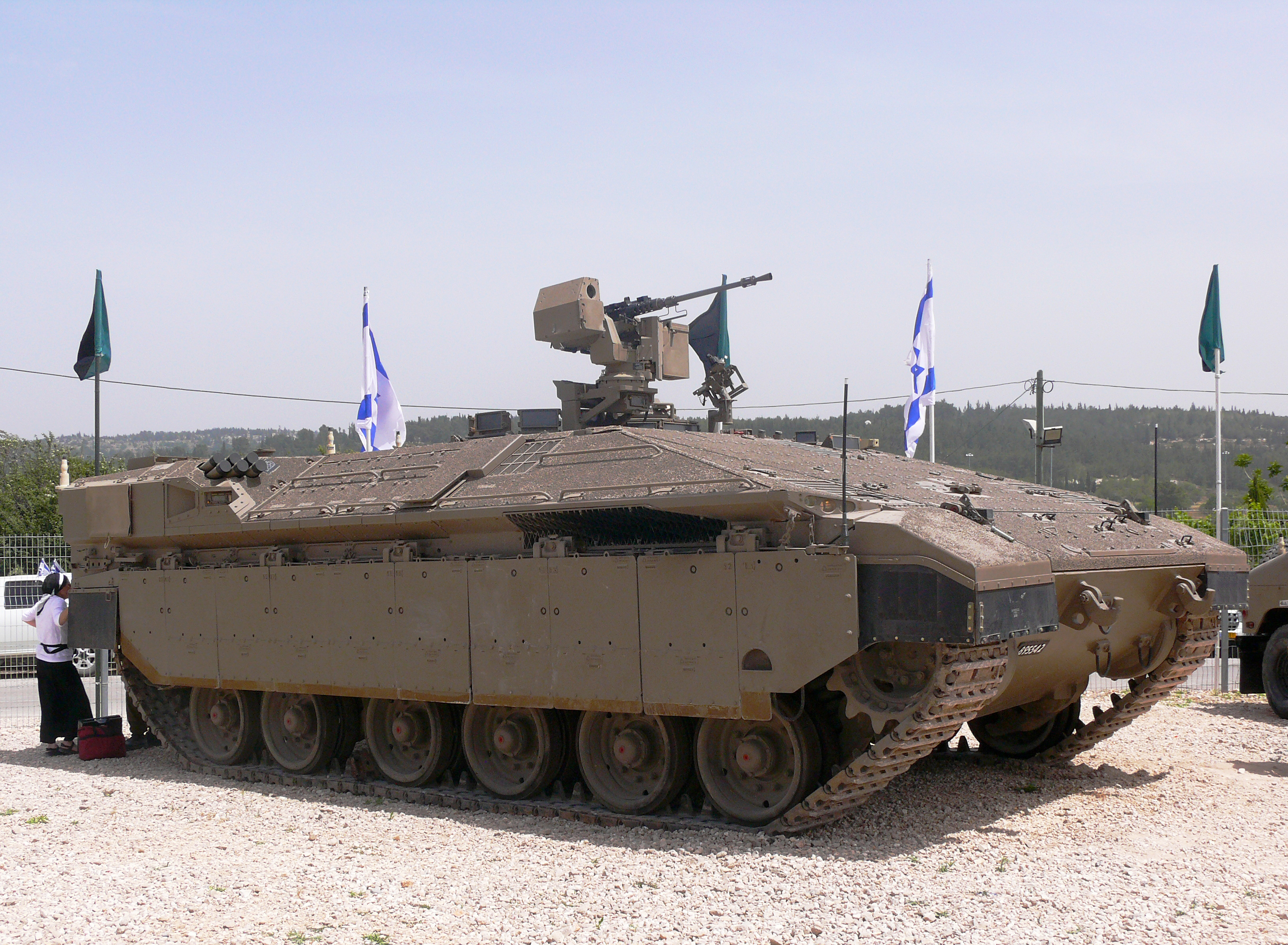
ізраїльська Namer
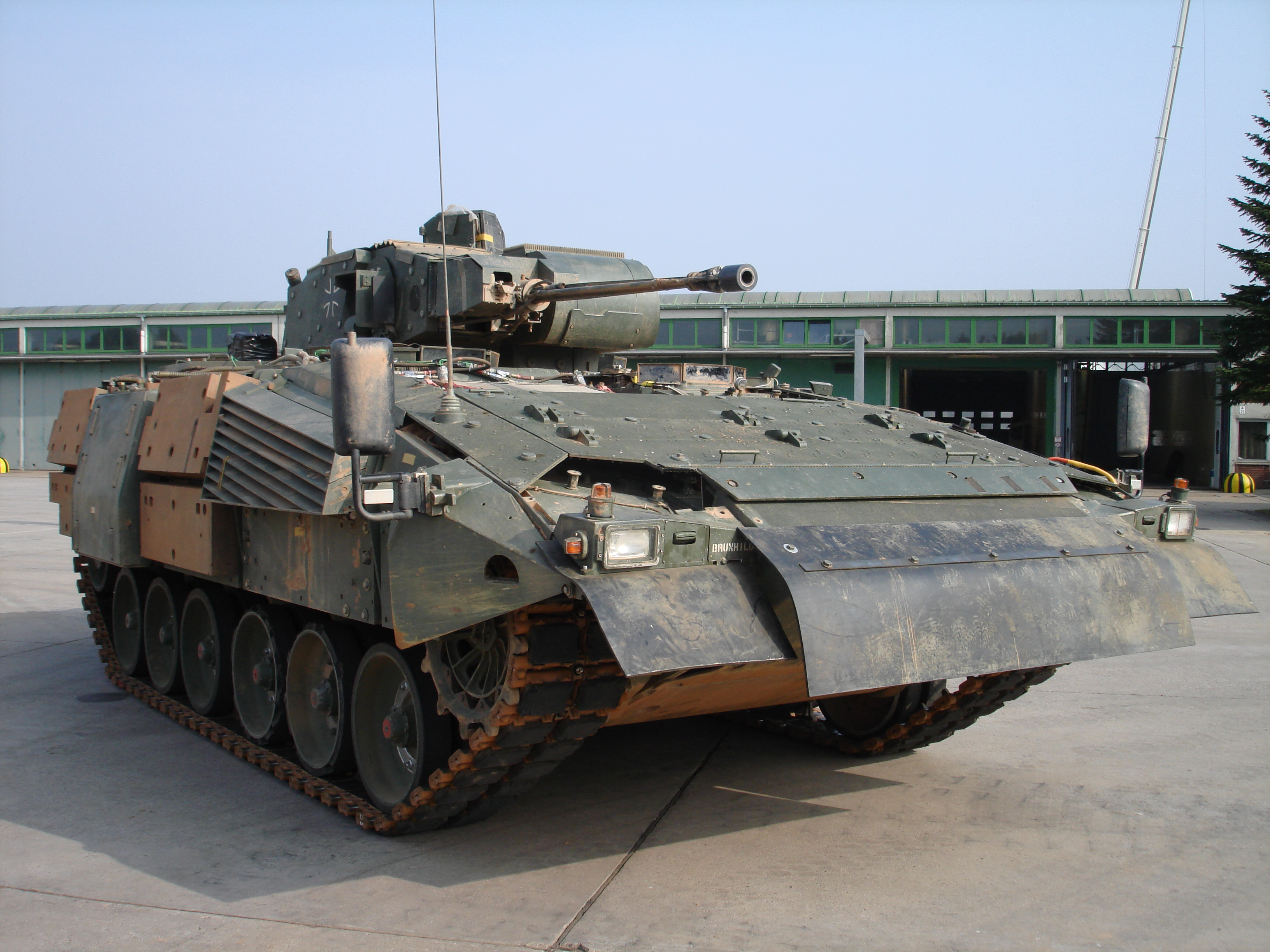
німецька «Пума»
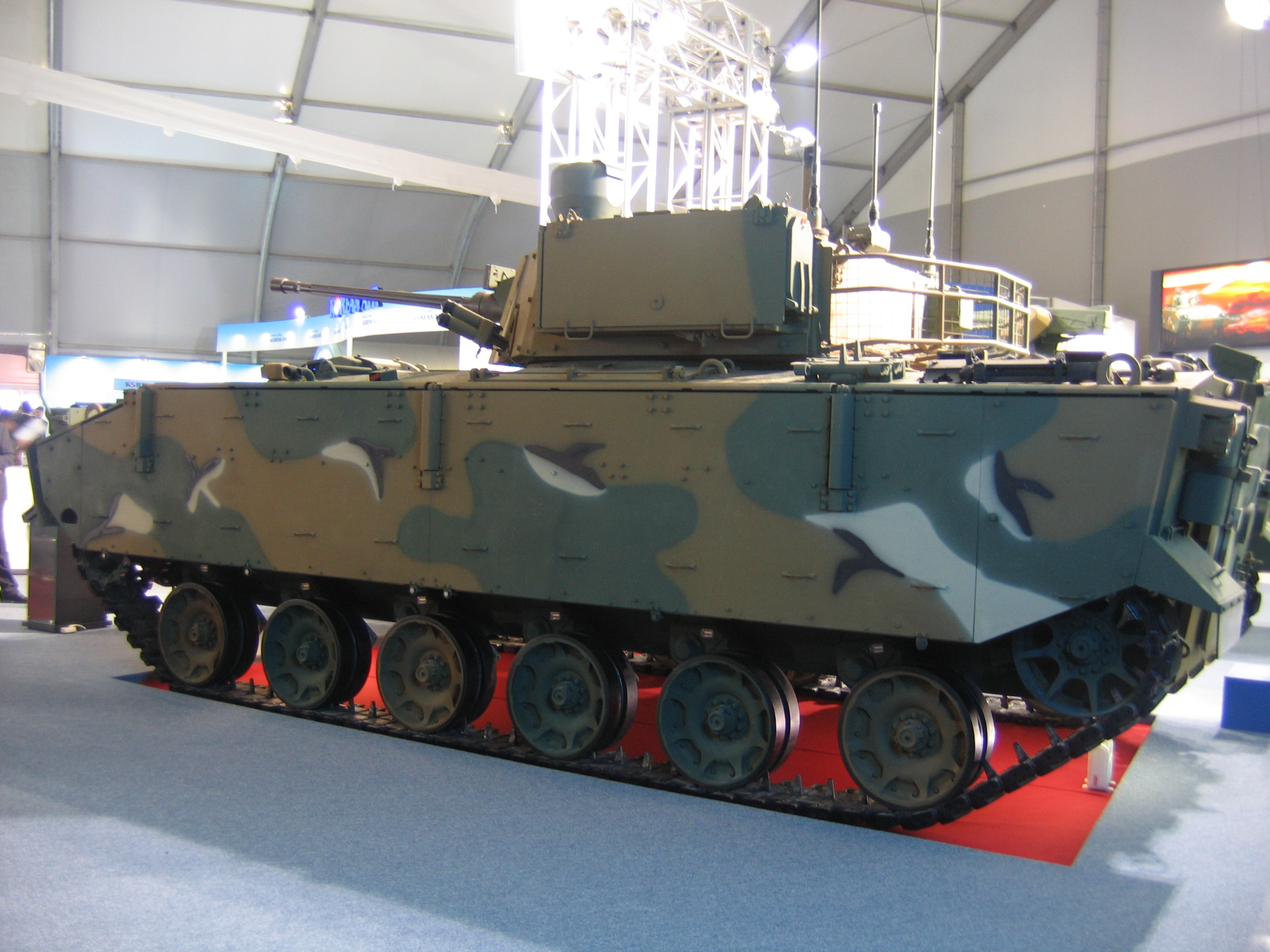
південно-корейська K21
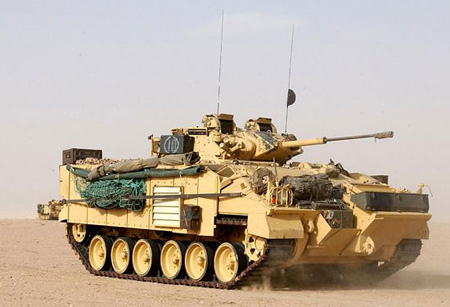
британська Warrior IFV
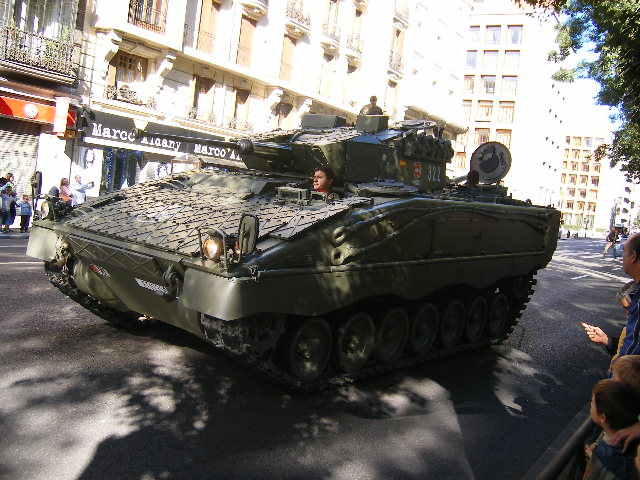
іспансько-австрійська ASCOD AFV
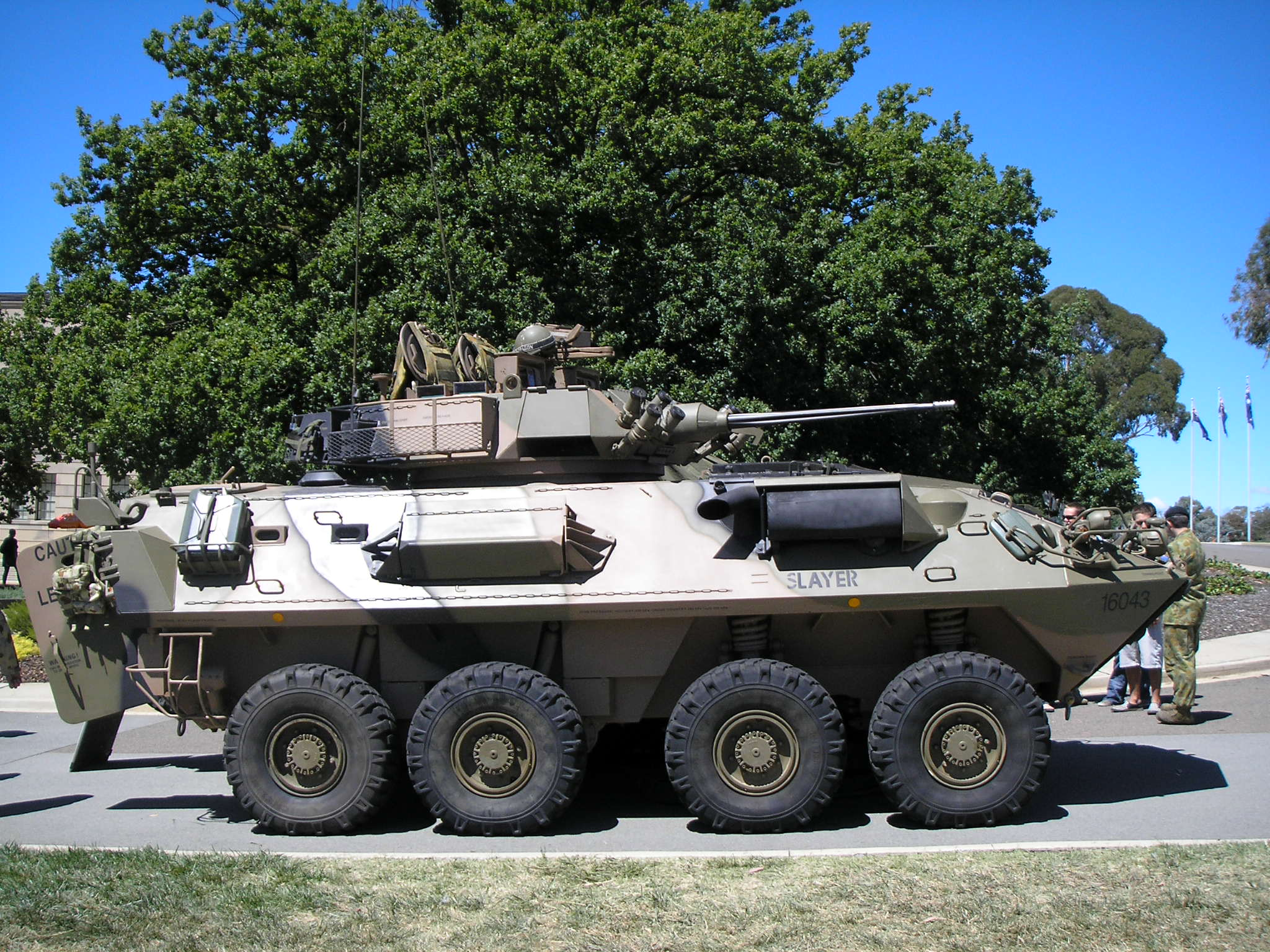
австралійська ASLAV